# Рудозем (община)
Рудозем (болг. Община Рудозем) — община в Болгарии. Входит в состав Смолянской области. Население составляет 11 388 человек (на 21.07.05 г.).

## Состав общины
В состав общины входят следующие населённые пункты:

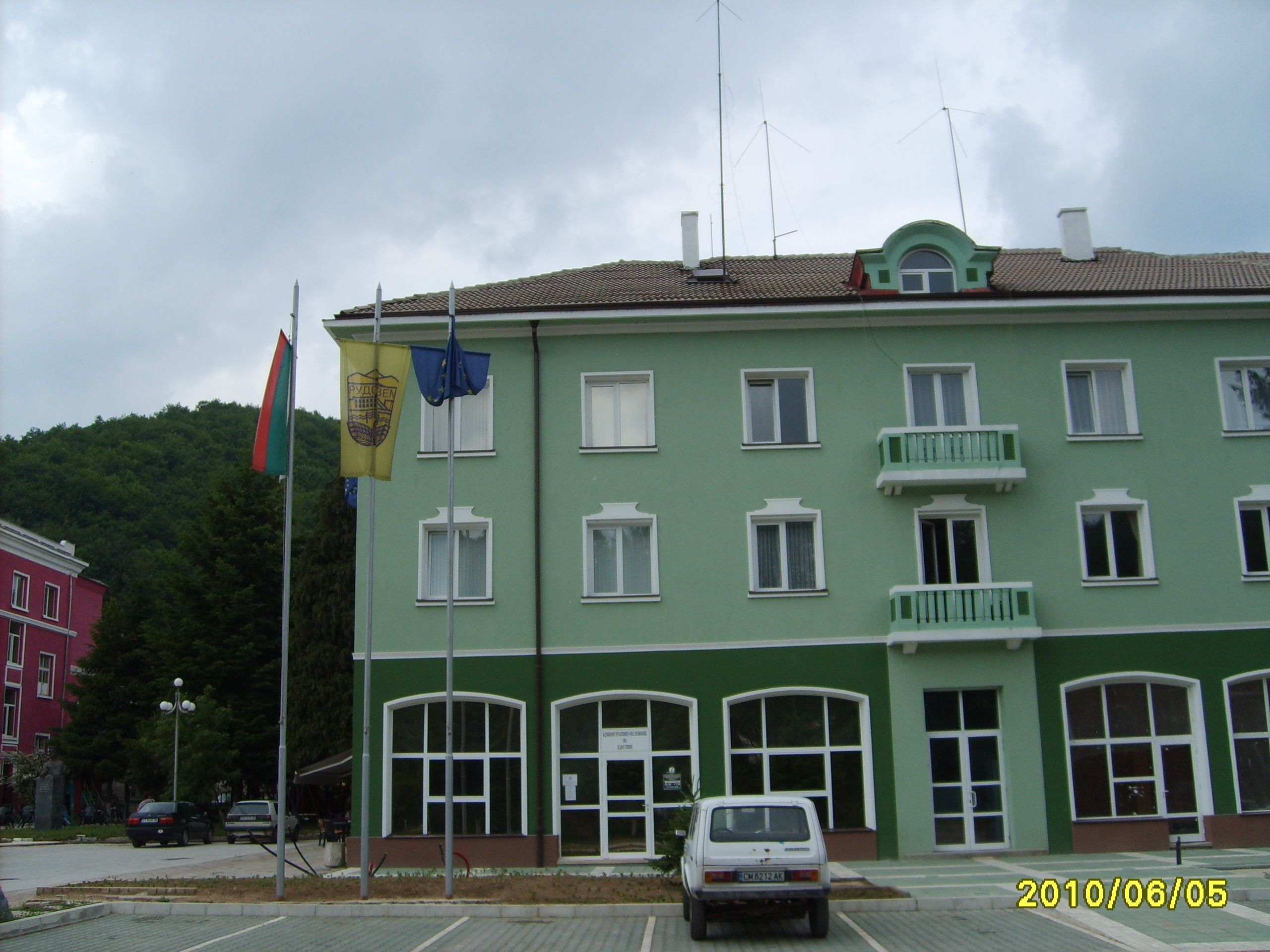
Здание администрации общины Рудозем

1. Боево
2. Борие
3. Бырчево
4. Бяла-Река
5. Витина
6. Войкова-Лыка
7. Грамаде
8. Добрева-Череша
9. Дыбова
10. Елховец
11. Иваново
12. Кокорци
13. Коритата
14. Мочуре
15. Оглед
16. Пловдивци
17. Поляна
18. Равнината
19. Рибница
20. Рудозем
21. Сопотот
22. Чепинци

## Политическая ситуация
Кмет (мэр) общины Рудозем — Николай Иванов Бояджиев (коалиция партий: Граждане за европейское развитие Болгарии (ГЕРБ), Земледельческий народный союз (ЗНС)) по результатам выборов 2007 года в правление общины.